# Carya
Carya Nutt. è un genere di alberi appartenenti alla famiglia Juglandaceae.
Alcune di queste specie sono note negli Stati Uniti come pecan (Carya illinoinensis, Carya aquatica), altre come hickory.

## Tassonomia
In questo genere sono riconosciute:
- Carya alba (L.) Nutt. ex Elliott
- Carya aquatica (F.Michx.) Nutt. ex Elliott
- Carya × brownii Sarg.
- Carya cathayensis Sarg.
- Carya × collina Laughlin
- Carya cordiformis (Wangenh.) K.Koch
- Carya × demareei E.J.Palmer
- Carya × dunbarii Sarg.
- Carya floridana Sarg.
- Carya glabra (Mill.) Sweet
- Carya hunanensis C.C.Cheng & R.H.Chang
- Carya illinoinensis (Wangenh.) K.Koch
- Carya kweichowensis Kuang & A.M.Lu
- Carya laciniosa (Michx.f.) G.Don
- Carya × laneyi Sarg.
- Carya × lecontei Little
- Carya × ludoviciana (Ashe) Little
- Carya myristiciformis (F.Michx.) Nutt. ex Elliott
- Carya × nussbaumeri Sarg.
- Carya ovata (Mill.) K.Koch
- Carya pallida (Ashe) Engelm. & Graebn.
- Carya palmeri W.E.Manning
- Carya poilanei (A.Chev.) Leroy
- Carya × schneckii Sarg.
- Carya sinensis Dode
- Carya texana Buckley
- Carya tonkinensis Lecomte

## Distribuzione e habitat
Questo genere è diffuso sia nel sud-est asiatico (C. cathayensis, C. hunanensis, C. kweichowensis, C. poilanei, C. sinensis, C. tonkinensis) sia in Nord America, dal Québec al sud-est del Messico. Alcune classificazioni dividono il genere in tre sottogeneri, con le specie asiatiche in Sinocarya e quelle americane in Apocarya e Carya.

## Usi
I frutti di alcune specie (soprattutto C. illinoinensis, il pecan in senso stretto) sono commestibili e vengono apprezzati sul mercato americano. In Italia invece sono poco conosciuti.
Specie come il C. cordiformis producono un legname apprezzato, simile per molti aspetti a quello di diverse specie del genere Juglans. In Italia tale legno è commercializzato con il nome di "noce americano" o hickory, da non confondere con il "noce nero americano" prodotto dalla Juglans nigra. Attualmente è un legno che non si trova facilmente perché è quasi scomparso a causa del disboscamento degli ultimi anni; è un legname duro, dal colore bruno-giallastro, e la sua resina è densa e appiccicosa.